# On the Backs of Angels
On the Backs of Angels è un singolo del gruppo musicale statunitense Dream Theater, pubblicato il 18 luglio 2011 come unico estratto dall'undicesimo album in studio A Dramatic Turn of Events.
Il singolo ha ricevuto una candidatura ai Grammy Awards 2012 nella categoria Best Hard Rock/Metal Performance, perdendo nei confronti di White Limo dei Foo Fighters.

## Descrizione
Nel comporre On the Backs of Angels, sotto consiglio di uno dei loro fan, i Dream Theater hanno cercato di mostrare il tipico sound cui sono soliti realizzare. Già dall'introduzione del brano, il gruppo l'ha immaginato come una traccia d'apertura che, secondo quanto affermato dal chitarrista John Petrucci, "fa sentire a casa" i propri fan.
L'introduzione è caratterizzata da un arpeggio di chitarra che Petrucci ha composto ispirandosi alla musica dei Pink Floyd, mentre al minuto 5:51 il brano si scompone in una sezione di pianoforte improvvisata da Jordan Rudess.

## Tracce
1. On the Backs of Angels – 8:42

## Formazione
- James LaBrie – voce
- John Petrucci – chitarra
- John Myung – basso
- Jordan Rudess – tastiera
- Mike Mangini – batteria